# Doug Honegger
Doug Honegger (* 24. Februar 1968 in Montreal, Québec) ist ein ehemaliger schweizerisch-kanadischer Eishockeyspieler und Spielervermittler.

## Karriere
Doug Honegger ist ein direkter Nachkomme des Schweizer Komponisten Arthur Honegger. Wie viele junge kanadische Eishockeyspieler mit Schweizer Pass nutzte auch Honegger die Chance, in der Schweiz sein Hobby zum Beruf zu machen. In seiner Juniorenzeit war er bei den Hull Olympiques in der Ligue de hockey junior majeur du Québec unter anderem Teamkollege von Luc Robitaille. 
In der Schweiz spielte er für den HC Ambrì-Piotta, HC Sierre, HC Lugano, HC Fribourg-Gottéron und den HC Davos. Für die Schweizer Nationalmannschaft bestritt er die Weltmeisterschaften 1991, 1992 und 1994. Höhepunkt bildete die Olympiateilnahme 1992 in Albertville. 
Nach seinem Rücktritt 1996 als Spieler machte sich Honegger einen Namen als Spielervermittler und verkaufte seine Firma schliesslich 2006. Seitdem betreibt und investiert er in Unternehmen in den Bereichen Sport, Unterhaltung und Medien. Seit 2006 ist er der nordamerikanische Sportexperte von Blick und Blick.ch.